# Amt Meiningen
Das Amt Meiningen war eine territoriale Verwaltungseinheit, die aus dem Streubesitz des Hochstifts Würzburg in der Grafschaft Henneberg hervorgegangen ist. 1542 gelangten die drei Exklaven des Gebiets im Tausch an die Grafschaft Henneberg.
Nach dem Aussterben der Grafen von Henneberg-Schleusingen kam das Amt im Jahr 1583 unter gemeinsame Verwaltung der albertinischen und ernestinischen Wettiner. Durch Aufteilung der Grafschaft Henneberg im Jahr 1660 wurde das Amt dem Herzogtum Sachsen-Altenburg zugeteilt. Danach gehörte es ab 1672 zum Herzogtum Sachsen-Gotha-Altenburg und durch Erbteilung ab 1680 zum Herzogtum Sachsen-Meiningen.
Bis zur Verwaltungs- und Gebietsreform des Herzogtums Sachsen-Meiningen im Jahr 1827 und der damit verbundenen Auflösung bildete es als Amt den räumlichen Bezugspunkt für die Einforderung landesherrlicher Abgaben und Frondienste, für Polizei, Rechtsprechung und Heeresfolge.

## Geographische Lage
Das Amt Meiningen bestand zunächst aus drei territorial voneinander getrennten Teilen. Das Hauptgebiet mit Meiningen und Walldorf und einigen weiteren Orten und Wüstungen lag im Werratal am Ostrand der Rhön. Die Exklave mit den Orten Vachdorf und Leutersdorf lag ebenfalls im Werratal südöstlich von Meiningen. Die Exklave Queienfeld befand sich südlich von Meiningen im heute thüringischen Teil des Grabfeldes. Die 1825 zum Amt gekommenen Orte liegen westlich und nordwestlich von Meiningen in der Rhön.
Während seiner Zugehörigkeit zum Herzogtum Sachsen-Meiningen gehörte das Amt zum Meininger Unterland. Das Amtsgebiet liegt heute im Südwesten des Freistaats Thüringen und gehört zum Landkreis Schmalkalden-Meiningen.

## Angrenzende Verwaltungseinheiten
An den Hauptteil des Amts um Meiningen grenzten folgende Ämter:
- im Norden: Amt Wasungen (Grafschaft Henneberg, nach 1680 zu Sachsen-Meiningen)
- im Westen: Amt Maßfeld (Grafschaft Henneberg, nach 1680 zu Sachsen-Meiningen)
- im Osten: Amt Kühndorf (Grafschaft Henneberg, 1660 zu Sachsen-Zeitz, 1718 zum Kurfürstentum Sachsen, 1815 zu Preußen)
- im Süden: Amt Maßfeld (Grafschaft Henneberg, nach 1680 zu Sachsen-Meiningen)

Das Gebiet um Vachdorf/Leutersdorf grenzte im Westen an das Amt Maßfeld, im Osten an das Amt Themar (Grafschaft Henneberg, 1680 zu Sachsen-Römhild, 1710 zwischen Sachsen-Coburg-Saalfeld und Sachsen-Gotha-Altenburg geteilt).
Die Exklave Queienfeld grenzte im Norden an das Amt Maßfeld. Südöstlich lag das Amt Römhild (Grafschaft Henneberg, nach 1555 zu verschiedenen sächsischen Herzogtümern gehörig). Im Südwesten lagen verschiedenen adlige Dörfer, die zunächst zum Amt Maßfeld, später zum Amt Behrungen (Herzogtum Sachsen-Hildburghausen) gehörten. Der Ort Wolfmannshausen im Süden gehörte dagegen als Exklave zum Hochstift Würzburg und kam erst 1808 im Tausch an das Amt Römhild, welches zu 2/3 zu Sachsen-Meiningen gehörte.

## Geschichte

### Hochstift Würzburg
Um das Jahr 1000 war Meiningen Reichsgut und Hauptort der „Meininger Mark“, einer untergeordneten Verwaltungseinheit im Gau Grabfeld. Der Ort war Sitz einer Zehnt. Im Jahr 1008 übergab König Heinrich II. dem Hochstift Würzburg als Entschädigung der Gebietsverluste infolge der Gründung des Bistums Bamberg den Verwaltungsbezirk Meiningen neben weiteren Orten als Lehen. Nach dem Erlöschen der burggräflichen Linie der Grafen von Henneberg um 1219 versuchte der Bischof von Würzburg, die mit dem Burggrafenamt verbundenen Lehen des Hochstifts einzuziehen. Es kam zu einer erbitterten Auseinandersetzung, die mit dem Verzicht des Grafen Poppo von Henneberg auf Mellrichstadt und Meiningen endete.
Der Verwaltungsbezirk Meiningen bestand aus dem Streubesitz von drei voneinander getrennten Gebieten, welche im Territorium der Grafschaft Henneberg lagen. Damals gingen neben Meiningen auch die Orte Wallbach, die späteren Wüstungen Berkes, Defertshausen und Breuberg sowie die Mark „Walldorf“ an das Bistum über. Walldorf wurde im späten Mittelalter als Ritterlehen mit der Wüstung Defertshausen vergeben. Zum Amt Meiningen gehörten seit dem ausgehenden Mittelalter auch die ebenfalls in würzburgischem Besitz stehenden Dörfer Vachdorf, Leutersdorf und Queienfeld, welche vom Meininger Gebiet getrennt lagen.
Zum Schutz des Gebietes und der dort entlang führenden Handelsstraßen befanden sich zwischen Meiningen und Walldorf drei würzburgische Höhenburgen zu beiden Seiten der Werra: Burg Welkershausen am Spitzberg, die Habichtsburg und die Burg Landeswehre. In Meiningen entstand die Burg Meiningen. Die Orte Walldorf, Leutersdorf, Vachdorf und Queienfeld waren mit Kirchenburgen gesichert.
Meiningen selbst nahm in der Folgezeit eine Sonderentwicklung, die durch seine Eigenschaft als Stadt (1230 erstmals als „Civitas“ bezeugt) bedingt war. Wenn auch seine im späten Mittelalter erworbenen Freiheiten durch die Stadtstatuten von 1565 erheblich eingeschränkt wurden, so bewahrte es doch auch weiterhin einen selbständigen Niedergerichtsbezirk und verfügte über eine Selbstverwaltung. Die Hochgerichtsbarkeit in Meiningen und Walldorf und den umliegenden Orten und Wüstungen oblag von Alters her der Zent Meiningen, zu welcher gerichtlich auch einige Orte in den hennebergischen Ämtern Wasungen und Maßfeld gehörten. Leutersdorf und Vachdorf gehörten hingegen zur Zent Themar. Queienfeld, dessen Hochgerichtsbarkeit wohl ehedem der Zent Mellrichstadt zugehörte, unterstand später keinem Zentverband, sondern der Hochgerichtsbarkeit des Amtes Meiningen.
Bischof Johann I. verpfändete 1406 Stadt und Amt Meiningen an die Herren „von der Tann“. Wegen Unstimmigkeiten holte sich sein Nachfolger, Bischof Johann II., im Jahr 1418 Stadt und Amt mit militärischer Gewalt wieder zurück. 1434 versetzte Bischof Johann II. die Stadt Meiningen als Schuldpfand an die Grafen Wilhelm und Heinrich von Henneberg-Schleusingen. Das Pfand wurde 1435 um die Dörfer Vachdorf, Leutersdorf und Queienfeld erweitert. Erst im Jahre 1495 löste der Würzburger Bischof Rudolf II. das Pfand wieder ein. Der Ort Wallbach gehörte ab 1480 zum hennebergischen Amt Wasungen, blieb aber gerichtlich weiterhin bei der Zent Meiningen.

### Grafschaft Henneberg
Im Jahr 1542 tauschte das Hochstift Würzburg und die Grafschaft Henneberg-Schleusingen die Herrschaft über das Amt und die Zent Meiningen gegen das Amt und die Zent Mainberg. Die würzburgischen Ritterlehen Walldorf, die in diesem Tauschvertrag nicht genannt waren, blieben nach langen Kämpfen beim Bistum. Im Tauschvertrag war ferner festgelegt, dass beim Aussterben der Henneberger das Bistum das Amt Meiningen gegen Zahlung von 70.000 fl von den Allodialerben zurückerhalten sollte.
Seit der Übernahme des Amtes durch Henneberg 1542 wurde der Bezirk Meiningen durch den Maßfelder Amtmann verwaltet, der anfangs auch die Aufsicht über die Stadt Meiningen hatte. Nachdem 1542 die Hochgerichtsbarkeit der Zent Meiningen an Henneberg gekommen war, bemühten sich die Grafen und später die gemeinschaftlich sächsische Regierung in Meiningen um Begleichungen der Zent- und Amtsgrenzen.
1544 wurde in Stadt und Amt Meiningen wie in der ganzen Grafschaft Henneberg-Schleusingen die Reformation eingeführt.

### Gemeinsame sächsische Verwaltung und Aufteilung der Grafschaft Henneberg
Mit dem Tod des Grafen Georg Ernst von Henneberg-Schleusingen im Jahr 1583 erlosch das Henneberger Grafenhaus. Der von den Hennebergern mit den ernestinischen Wettinern 1554 geschlossene Kahlaer Vertrag regelte die Erbfolge der einzelnen Landesteile. Da aber auch die albertinischen Wettiner gleichermaßen begründete Erbansprüche anstellten, wurde die Grafschaft Henneberg mit ihren Ämtern zunächst unter eine gemeinsame ernestinische und albertinische Verwaltung mit Sitz in Meiningen gestellt.
Auf die Stadt und das Amt Meiningen meldete nun jedoch auch das Hochstift Würzburg Besitzansprüche basierend auf dem Tauschvertrag von 1542 an, nachdem das Amt bei Erlöschen des Grafenhauses durch Abfindung der Erben zurück an das Hochstift fallen sollte. Daraufhin einigte sich das Hochstift mit den sächsischen Fürsten im Schleusinger Vertrag vom 9. Juli 1586 dahin, dass Amt und Burg Meiningen zwar in sächsischen Händen verblieben, allerdings nicht als Allod, sondern als würzburgisches Mannlehen. Das Amt samt dem herzoglichen Residenzschloss blieb somit bis 1808 Lehensbesitz.
Da sich die ernestinischen und albertinischen Landesherren weiterhin nicht über die Verwaltung ihrer Erbschaft einigen konnten, wurde die Grafschaft Henneberg im Jahr 1660/61 aufgelöst. Die Aufteilung der Grafschaft wurde im Weimarer Vertrag (Sächsischer Teilungsvertrag), basierend auf dem Kahlaer Vertrag von 1554, geregelt.
Das Amt Meiningen wurde demnach dem ernestinischen Anteil zugeschlagen und kam 1660 an das Herzogtum Sachsen-Altenburg. Nach Auflösung der Grafschaft Henneberg verlor die Zent Meiningen immer mehr an Bedeutung, was auch in der voranschreitenden Angleichung der Zent- und Amtsgrenzen ihren Ausdruck fand. Die von ihr ausgeübte Blutgerichtsbarkeit ging an das Amt Maßfeld über, dessen Kern bisher zur Zent Meiningen gehörte. Die Hochgerichtsbarkeit über die zum Amt Wasungen gehörigen, seit 1660 im Herzogtum Sachsen-Gotha gelegenen Orte Wallbach, Metzels und Melkers kam an dieses Amt. Walldorf schied 1670/1686 aus dem Verband der Zent Meiningen aus, nachdem die dortigen adligen Ganerben die Hochgerichtsbarkeit erworben hatten. Seit dem Ende des 17. Jahrhunderts ging nach Auflösung der alten Zentverfassung die Hochgerichtsbarkeit an das Amt über.

### Herzogtum Sachsen-Meiningen
Mit dem Aussterben der Linie Sachsen-Altenburg im Jahr 1672 fiel das Amt Meiningen an das Herzogtum Sachsen-Gotha, welches sich seitdem Sachsen-Gotha-Altenburg nannte. Dieses wurde wiederum 1680 geteilt, wodurch Stadt und Amt Meiningen seitdem zum Herzogtum Sachsen-Meiningen gehörten. Die Stadt Meiningen wurde zu deren Residenzstadt erhoben.
Bei Gründung des Fürstentums Meiningen bestand das Amt aus der Stadt Meiningen, die einen eigenen Niedergerichtsbezirk bildete und im Genusse mancher Selbstverwaltungsrechte war, den Dörfern Helba und Welkershausen sowie den Exklaven Leutersdorf, Vachdorf und Queienfeld. Die Hochgerichtsbarkeit über Vachdorf und Leutersdorf, die ehedem der Zent Themar zustand, kam bereits 1681 an das Amt. 1702 ging Utendorf aus dem Amt Wasungen an das Amt Meiningen über. Dagegen fiel das ganz isolierte, weit südlich gelegene Queienfeld im Tausch gegen das Amt Schalkau im Jahr 1723 an das Herzogtum Sachsen-Hildburghausen und wurde dem Amt Behrungen angegliedert. Das Dorf Walldorf, das seit dem 17. Jahrhundert der Reichsritterschaft angehörte und nach deren Auflösung an das Großherzogtum Würzburg kam, wurde in einem Tauschvertrag von 1808 erworben und gehörte seitdem wieder zum Amt Meiningen.
Eine letzte, aber grundlegende Veränderung vor der Reorganisation der meiningischen Staatsverwaltung brachte das Jahr 1825. Damals wurden die Dörfer Vachdorf und Leutersdorf vom Amt Meiningen abgetrennt und dem Amt Maßfeld zugeteilt, dafür aber aus dem nördlichen Teil des Amtes Maßfeld und den Resten des Amtes Meiningen ein neues Amt mit dem Sitz in Meiningen gebildet. Dieses neue Amt Meiningen umfasste neben Meiningen, Welkershausen, Helba und Utendorf sowie Walldorf die ehemals maßfeldischen Amtsdörfer Solz, Rippershausen, Stepfershausen, Herpf, Dreißigacker, Melkers, Träbes, Hutsberg und Schmerbach.
Im Rahmen der Neuorganisation des Meininger Unterlandes wurde im Amt Meiningen im Jahr 1827 die Trennung von Justiz und Verwaltung nur teilweise vollzogen. Das alte Amt Meiningen blieb zwar noch als einheitliche Behörde bestehen, wurde aber in Verwaltungssachen bereits als „Administrativ-Amt“, in Justizsachen als „Justizamt“ geführt.
1829 wurden die Ämter Meiningen und Maßfeld zum „Verwaltungsamt Meiningen“ vereint. Erst in diesem Jahr wurden Justiz und Verwaltung auch hier völlig getrennt und neben dem Verwaltungsamt das „Kreisgericht Meiningen“ gebildet. Die adligen Hochgerichte in Walldorf und die Niedergerichte in Welkershausen, Geba, Träbes, Heftenhof, Hutsberg und Rippershausen blieben bis 1848 bestehen.
Bei einer strukturellen Neuordnung des Herzogtums Sachsen-Meiningen im Jahr 1868 wurde das Verwaltungsamt Meiningen aufgelöst und mit anderen Verwaltungsämtern des Meininger Unterlands dem neu gegründeten Landkreis Meiningen angegliedert.

## Zugehörige Orte
Städte
- Meiningen (Mimininga)

Dörfer
- Helba (Unterhelba)
- Welkershausen (Waltgeratehus, Uuentilgereshusun)
- Walldorf (Walahdorf)
- Leutersdorf (Exklave; bis 1825)
- Vachdorf  (Fahedorph) (Exklave; bis 1825)
- Queienfeld (Exklave; bis 1723)
- Utendorf (seit 1702)
- Wallbach (bis 1480)

Dörfer des Amts Maßfeld, die 1825 dem Amt Meiningen angegliedert wurden
- Dreißigacker
- Herpf
- Hutsberg und Burg Hutsburg
- Melkers (vorher zum Amt Wasungen)
- Rippershausen
- Schmerbach
- Solz
- Stepfershausen
- Träbes

Burgen und Schlösser
- Burg Meiningen, an deren Stelle wurde 1682 bis 1692 das Residenzschloss Elisabethenburg erbaut
- Burg Landeswehre (im Bauernkrieg 1525 zerstört), als Schloss Landsberg zwischen 1836 und 1840 neu errichtet
- Burg Welkershausen auf dem Spitzberg (1344 zerstört)
- Habichtsburg (Habesburg)
- Kirchenburg Walldorf
- Kirchenburg Leutersdorf
- Kirchenburg Vachdorf
- Kirchenburg Queienfeld

Höfe und Einzelgüter
- Gutshof Jerusalem (seit Anfang des 19. Jahrhunderts)
- Brückenmühle und Walkmühle[4]
- Johannisberg
- Meierei am Landsberg

Wüstungen
- Berkes (Villa Bergozzis)
- Breuberg
- Defertshausen (Döbertshausen)
- Oberhelba
- Spitzberg bei Welkershausen

## Amtleute und weitere Verwalter
Bis 1720 wurde das Amt Meiningen vom Amtmann des Amts Maßfeld mit verwaltet. Das alte Zentgericht in Meiningen, dem die Hochgerichtsbarkeit über zahlreiche Dörfer der Umgebung zustand, ging nach dem Ableben des noch aus hennebergischer Zeit stammenden Zentrichters 1691 an den Maßfelder und 1720 an den Meininger Amtmann über. Seitdem waren folgende Personen Amtsverwalter:
Amtleute
- Johann Jakob Grimm (1720–1749)
- Johann Georg Schleusing (1749–1763)
- Friedrich Bernhard Trinks (1763–1782)
- Karl Friedrich Ludwig (1782–1791)
- Christian Siegmund Lehmann (1791–1793)
- Johann Abel Hopf (1793–1801)
- Ernst Friedrich Baumbach (1801–1807)
- Johann Heinrich Gottlieb Melzheimer (1807–1829)

Amtssekretäre
- Elias Salomon Philipp Fromm (1791–1793)
- Ernst Eusebius Reinwald (1793–1807)
- Ernst Friedrich Weber (Aktuar) (1808–1812)
- Johann Karl Friedrich Schunk (1812–1822)
- Eduard Rommel (1822–1825)
- Julius Friedrich (1825–1829)

Amtsaktuare
- Johann Georg Schleusing (1720–1721)

Zentrichter
- Hans Jost von Hagen (1655–1691)
- Johann Ludwig Bube (1730)